# 馬里蘭州第一國會選區
马里兰州第一国会选区（英語：Maryland's 1st congressional district）包括整个马里兰州东海岸，包括索尔兹伯里以及巴爾的摩縣、哈福德縣和卡羅爾郡的部分地区。该选区为马里兰州地理面积最大的國會選區，总面积为3,653平方英里。
该选区的现任议员为共和党人安迪·哈里斯，他于2010年众议院选举中击败了时任民主党籍代表弗蘭克·克蘭托維爾赢得了这个席位。由于哈里斯在2014年时提出了一项阻止华盛顿哥伦比亚特区大麻合法化的法案，因此整个选区都遭到了抵制。该选区的库克党派投票指数为R+14，是整个马里兰州唯一倾向于共和党的国会选区。